# Эвакуация Маньчжоу-го
Эвакуация Маньчжоу-го — событие, произошедшее во время вторжения Советского Союза в марионеточное государство Маньчжоу-го в 1945 году.
После вторжения советские войска вернули территории, утраченные после Русско-японской войны, и Маньчжоу-го пало.

## Квантунская армия
10 августа 1945 года 17-я армия Японии и 5-я воздушная армия перешли под контроль Квантунской армии. Всего в этой армии находилось 750 тыс. солдат. Но после перехода войск по всей Маньчжурии, Монголии и Корее в Квантунской армии находилось более миллиона человек.

## Начало военных действий
9 августа 1945 года Красная армия начала Маньчжурскую операцию.

## Маньчжоу-го
9 августа 1945 года, главнокомандующий Квантунской армией Отодзу Ямада сообщил императору Пу И о вторжении СССР в Маньчжурию и о нарушении пакта о нейтралитете.
10 августа столица была перенесена в Тунхуа. Император стал свидетелем того, что местное население готовилось принимать Красную армию, показывая серп и молот.
11 августа Пу И сел на поезд в Чанчунь. Однако, из-за быстрого передвижения войск СССР, император передумал ехать в Тунхуа, и остался ночью в Талице.
15 августа, японский император Хирохито, объявил о безоговорочной капитуляции Японии.
18 августа 1945 года, Пу И отрёкся от трона, и все это поддержали. Он поставил печать и марионеточное государство Маньчжоу-го было распущенно.